# Mysophobie
Als Mysophobie (von altgriechisch μύσος mýsos, deutsch ‚Unsauberkeit, Verunreinigung‘, und φόβος phóbos, deutsch ‚Furcht‘) wird eine krankhafte Angst vor Kontakt mit Schmutz und vor der Ansteckung durch Bakterien, Viren und Ähnlichem bezeichnet.

## Definition
Der Begriff Mysophobie wurde um 1879 von dem Militärarzt und Neurologen William Alexander Hammond eingeführt. Mysophobie wird den sogenannten Angststörungen und Zwangsängsten zugeordnet. Umstritten ist allerdings, ob es sich um eine eigenständige Erkrankung oder nicht eher um eine Art begleitende Phobie handelt.

## Symptomatik
Mysophobie zeigt sich bei Betroffenen durch ein extremes Kontakt-Vermeidungsverhalten sowie durch einen übersteigerten Wasch- und Putzzwang. Betroffene waschen sich beispielsweise nach fast jedem Kontakt mit Objekten und/oder Personen exzessiv ihre Hände, ganz besonders nach dem Händeschütteln. Aus Angst vor schlechtem Atem putzen sie sich auch mehrmals am Tag die Zähne. Die übersteigerte Angst vor Schmutz und Bakterien führt außerdem dazu, dass Betroffene den direkten Kontakt zu Türklinken, öffentlichen Toiletten, Telefonzellen und Geld und die Nutzung öffentlicher Verkehrsmittel meiden. Im Extremfall verlassen sie ihre eigene Wohnung überhaupt nicht mehr. Der tatsächliche oder vermeintliche Kontakt mit Schmutz oder Keimen führt schließlich zu Zwangsstörungen. Mit diversen Reinigungsritualen und dem übermäßigen Einsatz von Desinfektionsmitteln wird versucht, eine befürchtete Infektion zu verhindern.

## Häufung durch die COVID-19-Pandemie
Das Aufkommen der COVID-19-Pandemie hatte zur Konsequenz, dass es einen Anstieg von Mysophobie-Betroffenen gab. Diese Fälle sind jedoch nach Kenntnissen der Medizin mit Einfachheit und in kurzer Dauer zu behandeln, da diese Mysophobie keine in der Persönlichkeit tieferliegende Begründung habe, sondern sich die Betroffenen die Sauberkeit aufgrund der Pandemie als Gewohnheit zum subjektiven Schutz der Mitmenschen und sich selbst angeeignet hätten. Folglich können schon durch Gespräche zwischen Betroffenen und Medizinern eine so entstandene Mysophobie leicht behandelt werden und innerhalb kurzer Zeit zum Erfolg führen.